# Maher Souabni
Maher Souabni, né le 1er janvier 1992 à Radès, est un basketteur tunisien. Il évolue au poste de meneur. Il est le frère de Mahdi Souabni, également joueur de basket-ball.

## Carrière
Formé à l'Étoile sportive de Radès, il évolue au poste de meneur.
Il dispute les Jeux panarabes de 2011 et la coupe du monde 2011 de basket-ball des moins de 19 ans avec l'équipe de Tunisie.
En décembre 2012, il participe avec l'Étoile sportive de Radès (ESR) au championnat maghrébin des clubs et perd la finale contre l'Union sportive monastirienne (56-58). Au terme du championnat 2012-2013, il perd la finale contre l'Étoile sportive du Sahel (67-69 à Radès et 75-67 à Sousse) et prend la deuxième place.
Il rejoint l'US Marly-le-Roi pour la saison 2014-2015 et prend la première place de la poule A en championnat d'excellence (Ligue 6 française) et la première place de la phase d'accession. En conséquence, il monte en Ligue 5 avec son équipe. Au terme de la saison 2015-2016, il prend la cinquième place de la poule G.
En décembre 2016, il retourne à l'Étoile sportive de Radès mais ne joue pas pour l'équipe durant la saison 2016-2017. Il commence la saison 2017-2018 avec l'ESR, avant d'être prêté au Club africain (CA) en janvier 2018, avec qui il prend la cinquième place du play-off et ne se qualifie pas pour le super play-off du championnat.
Durant le tournoi Houssem-Eddine-Hariri au Liban, en octobre 2018, il perd la finale contre le Riyadi Club Beyrouth (78-80).
Il participe également avec son équipe à la première édition de l'Afro Ligue 2019 (ancien nom de la coupe d'Afrique des clubs champions) et prend la première place du tournoi éliminatoire et de sa poule durant la première phase finale. En quarts de finale, ils sont éliminés par la Jeunesse sportive kairouanaise après avoir perdu leurs deux matchs (68-67 à l'aller à Kairouan et 73-74 au retour à Radès).
Pour la saison 2021-2022, il rejoint le club français du USO Bezons évoluant en Ligue 5 française.

## Clubs
- 2010-2014 : Étoile sportive de Radès (Tunisie)
- 2014-2016 : US Marly-le-Roi (France, Ligue 6 et NM3)
- 2016-2018 : Étoile sportive de Radès (Tunisie)
- 2018 (6 mois) : Club africain (Tunisie)
- 2018-2019 : Étoile sportive de Radès (Tunisie)
- 2019-2021 : Dalia sportive de Grombalia (Tunisie)
- depuis 2021 :  USO Bezons (France, NM3)

## Palmarès
- Vainqueur de la coupe de Tunisie : 2019